# Flughafen Kurnool

i8
i11
i13
Der ca. 280 m hoch gelegene Flughafen Kurnool (englisch Kurnool Airport oder Narasimha Reddy Airport, IATA-Code: KJB, ICAO-Code: VOKU) ist ein regionaler Flughafen beim Ort Orvakal ca. 27 km (Fahrtstrecke) südöstlich der Großstadt Kurnool im Nordwesten des Bundesstaats Andhra Pradesh.

## Geschichte
Der Kurnool Airport wurde – nach vorausgegangener jahrelanger Planung und einer Bauzeit von nur drei Jahren – im März des Jahres 2021 eröffnet.

## Flugverbindungen
Derzeit bestehen nur drei Linienflugverbindungen nach Chennai, Bangalore und Visakhapatnam.

## Sonstiges
- Betreiber des Flughafens ist die Andhra Pradesh Airports Development Corporation Ltd.[2]
- Es gibt eine asphaltierte Start-/Landebahn mit 2000 m Länge.